# Ailana Fraser
Pour les articles homonymes, voir Fraser.
Ailana Margaret Fraser est une mathématicienne canadienne et professeure de mathématiques à l'Université de la Colombie-Britannique. Elle est connue pour ses travaux en analyse géométrique et en théorie des surfaces minimales. Ses recherches portent en particulier sur les problèmes de valeurs propres extrêmes et d'estimations précises des surfaces, la théorie des surfaces minimales min-max, les surfaces minimales aux limites libres et la courbure isotrope positive.

## Formation et carrière
Fraser est née à Toronto, en Ontario. Elle a obtenu son doctorat de l'Université Stanford en 1998 sous la direction de Richard Schoen, avec une thèse intitulée « On the Free Boundary Variational Problem for Minimal Disks »,. Après des études postdoctorales au Courant Institute of Mathematical Sciences de l'Université de New York, elle a enseigné à l'Université Brown avant de partir à l'Université de la Colombie-Britannique.

## Prix et distinctions
Elle est lauréate du prix Krieger-Nelson de la Société mathématique du Canada en 2012 et elle est devenue membre de l'American Mathematical Society en 2013.